# Mauro Lalli
Mauro Lalli (* 17. září 1965 Atessa) je italský římskokatolický duchovní, arcibiskup a diplomat.

## Život
Narodil se 17. září 1965 v Atesse.
Vstoupil do kněžského semináře. Po teologických studiích byl 14. července 1990 vysvěcen na kněze a inkardinován do arcidiecéze Chieti-Vasto. Je absolventem Papežské církevní akademie a vystudoval obojí právo.
Dne 1. července 1999 vstoupil do diplomatických služeb Svatého stolce. Působil na apoštolských nunciaturách v Guatemale, Konžské demokratické republice, Mosambiku, Rumunsku, Chorvatsku, Indii, Iráku, Jordánsku a na Kypru. Dne 1. března 2024 jej papež František jmenoval apoštolským nunciem na Papuy Nová Guineji a titulárním arcibiskupem z Pausuly. Biskupské svěcení přijal 11. května z rukou kardinála Pietra Parolina a spolusvětiteli byli arcibiskup Bruno Forte a arcibiskup Salvatore Pennacchio. Dne 14. května byl navíc ustanoven nunciem na Šalomounových ostrovech.
Dne 15. ledna 2025 přijal papež František jeho rezignaci na post nuncia.